# Achille Le Tonnelier de Breteuil
Achille Charles Stanislas Le Tonnelier graaf de Breteuil (Parijs, 29 maart 1781 - aldaar, 3 juni 1864), was een Frans diplomaat en politicus.

## Biografie
Hij studeerde af aan de École polytechnique in Parijs in 1801 en werd in Mainz tewerkgesteld in de Franse administratie aldaar. Later werd hij legatiesecretaris in Stuttgart.
Vervolgens keerde hij terug naar Parijs, waar hij auditeur werd bij de Raad van State. In 1815 werd hij maître des requêtes aan deze instelling.
In 1810 werd hij verheven tot baron, om vervolgens in november van dat jaar prefect te worden van het departement Nièvre, een functie die hij zou uitoefenen tot maart 1813, toen hij prefect werd van het departement Bouches-de-l'Elbe. Vervolgens was hij achtereenvolgend prefect van Eure-et-Loir (1815-1820), van Sarthe (1820-1822) en van Gironde (1822-1823). Vanaf 1824 was hij bovendien pair de France.
Op 26 januari 1852 was Le Tonnelier de Breteuil een van de 84 eerste persoonlijkheden die door keizer Napoleon III werden benoemd tot senator. Hij zou in de Senaat blijven zetelen tot zijn overlijden in 1864.
- Gemeinsame Normdatei: 117630977
- International Standard Name Identifier: 0000 0000 1402 5832
- Virtual International Authority File: 45085303
- WorldCat: E39PCjqFfVBYfc4myWtHQf8xj3